# 波利亞內齊凱 (敖德薩州)
48°4′9″N 30°7′33″E / 48.06917°N 30.12583°E
波利亞內齊凱（烏克蘭語：Полянецьке）是位於烏克蘭西南部的村莊，由敖德萨州波季利斯克区的薩夫蘭市鎮負責管轄。該村始建於1659年，面積4.87平方公里，海拔高度178米，2001年人口1,568。